# Řasnice (vattendrag i Tjeckien)
Řasnice är ett vattendrag i Tjeckien.   Det ligger i regionen Liberec, i den norra delen av landet, 100 km norr om huvudstaden Prag.